# Литвинов Максим Юрійович
Максим Юрійович Литвинов — майор підрозділу Національної гвардії України, учасник російсько-української війни, який загинув під час російського вторгнення в Україну в 2022 році.

## Життєпис
Народився 4 червня 1985 року в м. Лозовій Харківської області.
Офіцер протиповітряної оборони
Вищу освіту здобув у Харківському національному університеті внутрішніх справ. Із 2014 року брав участь у війні на сході України, захищав такі населені пункти, як Щастя, Мар'їнка, Авдіївка, Зайцеве, Новотроїцьке, Золоте. У вільний час цікавився риболовлею та плаванням.
Із 2019 року служив у військовій частині Маріуполя. У складі 12-ї бригади оперативного призначення НГУ захищав місто під час повномасштабного вторгнення. 23 лютого 2022-го у нього якраз завершилася відпустка. Того дня родина востаннє бачила Максима.
Загинув в боях з російськими окупантами під час оборони м. Маріуполя в ході відбиття російського вторгнення в Україну. Обставини загибелі: 24.03.2022, під час виконання бойового завдання отримав поранення, несумісні з життям.
Тіло захисника повернули додому вже в квітні 2023-го. Поховали на Алеї слави міського кладовища у Лозовій. Залишилися дружина, син і брат .

## Нагороди
- орден «За мужність» III ступеня (2022, посмертно) — за особисту мужність і самовіддані дії, виявлені у захисті державного суверенітету та територіальної цілісності України, вірність військовій присязі, зразкове виконання службового обов'язку.